# Jan Ignacy Leszczyński
Jan Ignacy Leszczyński herbu Wieniawa – starosta ostrzeszowski, pułkownik w powstaniu kaliskim w czasie insurekcji kościuszkowskiej, zmarł z ran odniesionych w bitwie pod Łabiszynem. Za udział w powstaniu ukarany sekwestrem majątku.